# جوزيف جي. مانسفيلد
جوزيف جي. مانسفيلد هو موظف كتابي وفلاح ورائد أعمال ومحامي وسياسي أمريكي، ولد في 9 فبراير 1861 في واين في الولايات المتحدة، وتوفي في 12 يوليو 1947 في بيثيسدا في الولايات المتحدة. نشط حزبياً في الحزب الديمقراطي.

## مناصب
- انتخب قاضي (1896 – 1916).
- انتخب مشرف (تعليم) (1896 – 1910).
- انتخب مدع (1892 – 1896).
- انتخب عمدة (1889 – ).
- انتخب مدع (1888 – ).
- انتخب عضو مجلس النواب الأمريكي.